# 레응언
레응언(베트남어: Lê Ngân / 黎銀 려은, ? ~ 1437년)은 대월 후 레 왕조의 장수이다.

## 생애
레응언은 타인호아(淸化) 토쑤언(壽春) 사람으로, 후 레 왕조의 다른 장수인 레삿과 동향이다. 람선 봉기 이후 레응언은 레러이를 찾아가 의탁하였다.
1425년, 레러이가 쩐응우옌한과 조안노(尹弩)를 보내 떤빈(新平), 투언호아(順化) 두 주(州)를 공격하게 하였고, 레응언은 전선 70여 척을 이끌고 바다를 통해 그곳에 도착하여 두 사람이 공격하는 것을 도왔다.
후 레 왕조가 세워진 뒤 레응언은 대사마(大司馬)로 봉해졌고, 개국공신의 반열에 들었다. 응우옌짜이, 찐카, 쩐응우옌한, 팜반싸오(范文巧), 딘리엣(丁列), 레삿 등과 홍비(紅緋)를 입는 특권을 얻었다.
1429년, 레러이가 첫째 아들 개군공(開郡公) 레뜨떼(黎思齊)를 국왕(國王)으로, 둘째 아들 양군공(梁郡公) 레응우옌롱을 황태자로 봉하였고, 레삿, 레응언, 르우년쭈, 응우옌리(阮理), 부이꾸옥흥(裴國興) 5인에게 레응우옌롱을 보좌하도록 명하였다.
1433년, 레러이가 사망하자 레응우옌롱이 뒤를 이으니 이가 태종이다. 레뜨떼는 세력을 잃고 군왕(郡王)으로 강봉되었다. 레응언은 대사구(大司寇)로 봉해졌다. 레삿이 정적인 르우년쭈를 주살한 뒤 정권을 장악하였는데, 레응언은 레삿과 친했으므로 보전할 수 있었다.
1437년, 태종이 친정을 실시하였고, 거만하고 횡포하며 불법을 자행함과 반대파를 제거하였다는 이유로 레삿을 파직한 뒤 사사하였다. 이후 태종은 또한 레응언, 레삿, 레뜨떼가 결탁하여 모반했다고 하며 레응언과 레뜨떼를 모두 체포하여 살해하였다.